# Cité Ennasr

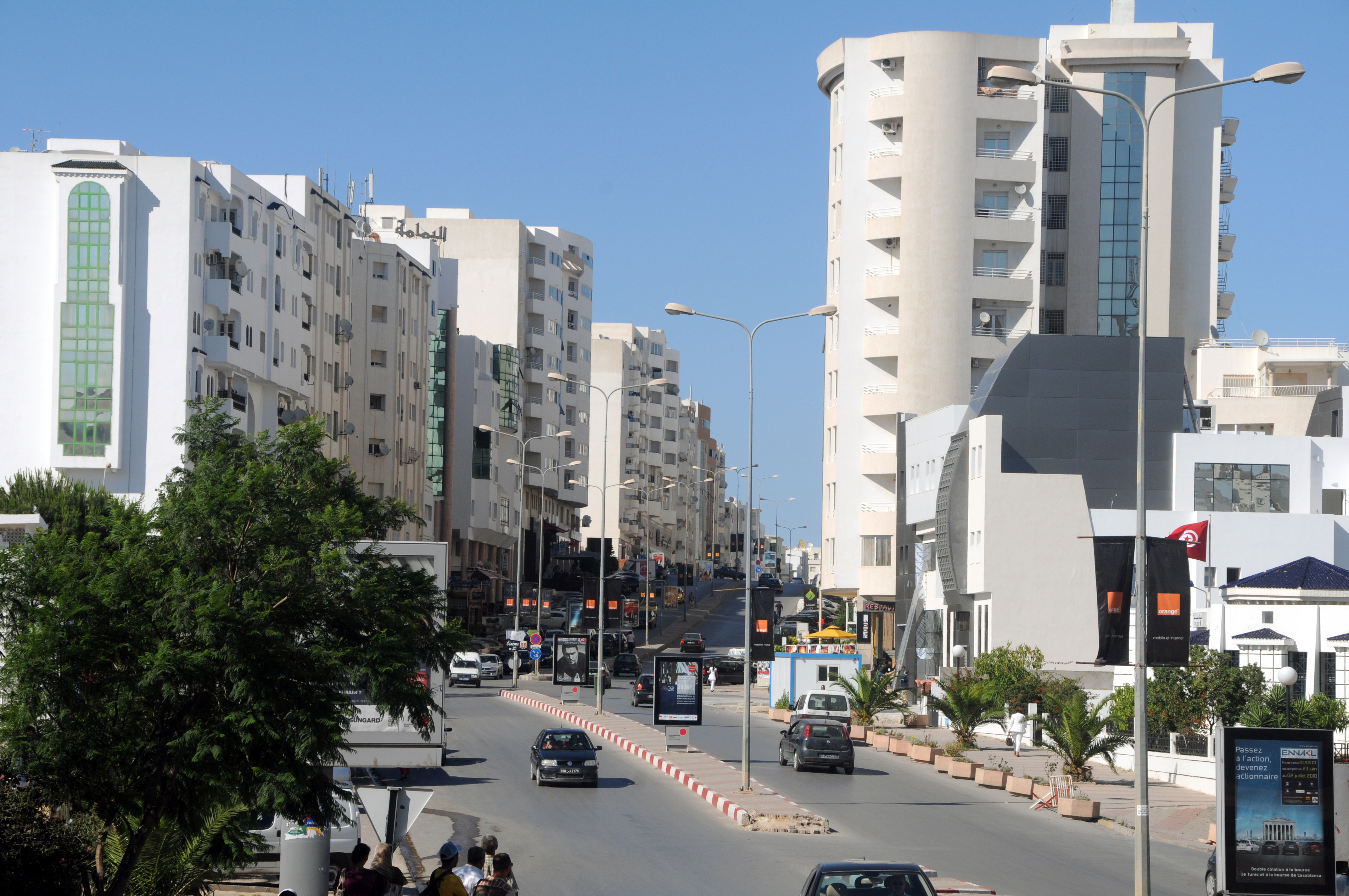
Vue de l'avenue Hédi-Nouira.

La cité Ennasr (arabe : حي النصر [ħæj ɪl'næsˤr]) ou simplement Ennasr, signifiant « Victoire » en français, est un ensemble urbain de l'ouest de l'Ariana, au nord de Tunis, en Tunisie.
Quartier cossu situé sur une colline, la cité Ennasr est constituée de deux quartiers, Ennasr I et Ennasr II, autour d'une artère principale, l'avenue Hédi-Nouira. Le quartier construit dans les années 2000 est aujourd'hui constitué d'immeubles d'habitation, proche de l'avenue Nouira, et de villas en périphérie. Il compte 40 864 habitants d'après le recensement de 2014, dont 61 % à Ennasr I et 39 % à Ennasr II.
Sur l'avenue Nouira se trouve un grand nombre de commerces, en grande partie des cafés et restaurants, mais aussi des boutiques, des lieux de service et des centres commerciaux. Le quartier est aussi doté d'une école primaire, d'un collège et d'un lycée publics ainsi que d'une clinique privée et d'un commissariat.